# Ernst Albrecht (Politiker, 1810)
Heinrich Ernst Albrecht (* 31. Oktober 1810 in Ebersdorf; † 19. Juni 1898 ebenda) war ein deutscher Gastwirt und Politiker.

## Leben
Albrecht war der Sohn des Gastwirts Johann Leberecht Albrecht in Ebersdorf und dessen Ehefrau Johanne Christiane Erdmuthe geborene Korn aus Weimar. Er war evangelisch-lutherischer Konfession und blieb unverheiratet.
Albrecht war Besitzer des Gasthofs "Zur Krone" in Ebersdorf. Vom 12. Juni 1877 bis zum 1. Oktober 1880 war er Abgeordneter im Landtag Reuß jüngerer Linie. Ab dem 31. Oktober 1877 war er dort auch Alterspräsident.